# Liechtenstein ai Giochi della XXXII Olimpiade
Il Liechtenstein ha partecipato ai Giochi della XXXII Olimpiade, che si sono svolti a Tokyo, Giappone, dal 23 luglio all'8 agosto 2021 (inizialmente previsti dal 24 luglio al 9 agosto 2020 ma posticipati per la pandemia di COVID-19) con cinque atleti, due uomini e tre donne.
Si è trattato della diciottesima partecipazione di questo paese ai Giochi estivi.

## Delegazione
| Sport           | Uomini | Donne | Totale |
| --------------- | ------ | ----- | ------ |
| Judo            | 1      | 0     | 1      |
| Nuoto           | 1      | 1     | 2      |
| Nuoto artistico | 0      | 2     | 2      |
| Totale          | 2      | 3     | 5      |

## Judo
Maschile
| Atleta               | Evento | Preliminari          | 16-esimi             | Ottavi               | Quarti               | Semifinali           | Ripescaggio          | Med. bronzo          | Finale               | Posizione       |
| Atleta               | Evento | Avversario Risultato | Avversario Risultato | Avversario Risultato | Avversario Risultato | Avversario Risultato | Avversario Risultato | Avversario Risultato | Avversario Risultato | Posizione       |
| -------------------- | ------ | -------------------- | -------------------- | -------------------- | -------------------- | -------------------- | -------------------- | -------------------- | -------------------- | --------------- |
| Raphael Schwendinger | −90 kg | Brown P 00–11        | Non qualificato      | Non qualificato      | Non qualificato      | Non qualificato      | Non qualificato      | Non qualificato      | Non qualificato      | Non qualificato |

## Nuoto
Maschile
| Atleta          | Gara        | Batterie | Batterie | Semifinali      | Semifinali      | Finale          | Finale          |
| Atleta          | Gara        | Tempo    | Pos.     | Tempo           | Pos.            | Tempo           | Pos.            |
| --------------- | ----------- | -------- | -------- | --------------- | --------------- | --------------- | --------------- |
| Christoph Meier | 200 m misti | 2'04"34  | 44º      | Non qualificato | Non qualificato | Non qualificato | Non qualificato |
| Christoph Meier | 400 m misti | 4'25"17  | 28º      | N.D.            | N.D.            | Non qualificato | Non qualificato |

Femminile
| Atleta        | Gara                | Batterie | Batterie | Semifinali      | Semifinali      | Finale          | Finale          |
| Atleta        | Gara                | Tempo    | Pos.     | Tempo           | Pos.            | Tempo           | Pos.            |
| ------------- | ------------------- | -------- | -------- | --------------- | --------------- | --------------- | --------------- |
| Julia Hassler | 400 m stile libero  | 4'06"98  | 12ª      | Non qualificata | Non qualificata | Non qualificata | Non qualificata |
| Julia Hassler | 800 m stile libero  | 8'26"99  | 15ª      | N.D.            | N.D.            | Non qualificata | Non qualificata |
| Julia Hassler | 1500 m stile libero | 16'12"55 | 16ª      | N.D.            | N.D.            | Non qualificata | Non qualificata |

## Nuoto artistico
| Atleta                           | Evento | Qualificazioni    | Qualificazioni   | Qualificazioni | Qualificazioni | Finale            | Finale           | Finale          | Finale          |
| Atleta                           | Evento | Programma tecnico | Programma libero | Punti totali   | Posizione      | Programma tecnico | Programma libero | Punti totali    | Posizione       |
| -------------------------------- | ------ | ----------------- | ---------------- | -------------- | -------------- | ----------------- | ---------------- | --------------- | --------------- |
| Lara Mechnig Marluce Schierscher | Duo    | 83.2489           | 83.0333          | 166.2822       | 17ª            | Non qualificate   | Non qualificate  | Non qualificate | Non qualificate |